# Quỷ Cốc Tử
Quỷ Cốc Tử (tiếng Trung: 鬼谷子), tự là Hủ (诩), đạo hiệu Huyền Vi Tử (玄微子), hay Quỷ Cốc tiên sinh, Vương Thiền lão tổ, là một chính trị gia, nhà ngoại giao, âm dương gia, nhà tiên tri và nhà giáo dục có ảnh hưởng lớn trong giai đoạn giữa thời Chiến Quốc. Ông được xem là ông tổ của Tung Hoành gia và là một trong những "bách gia chư tử".

## Thân thế
Quỷ Cốc Tử sinh ra vào thế kỷ 4 TCN. Tương truyền, ông tên thật là Vương Hủ (王诩). Có tài liệu còn gọi ông là Vương Thiền (王禅), Vương Lợi (王利) hay Vương Thông (王通). Có nhiều giả thuyết về xuất thân của Quỷ Cốc Tử. Có thuyết nói ông là người nước Vệ (huyện Kỳ, Hà Nam); có thuyết lại nói là người đất Nghiệp nước Ngụy (Lâm Chương, Hà Bắc); hoặc là người Đan Thành nước Trần (huyện Đan Thành, Hà Nam); hoặc là người Vân Dương quan nội giáp Hán Thủy (huyện Thạch Tuyền, Thiểm Tây).
Cũng có sử gia cho rằng Quỷ Cốc Tử không dùng để chỉ một người cụ thể, mà là tên gọi chung cho một nhóm phần tử trí thức né tránh loạn lạc và không muốn ra làm quan mà ẩn cư tại Quỷ Cốc, vì thế mà mới thông thạo bách gia chư tử.

## Học trò
Tương truyền, trong số học trò của Quỷ Cốc Tử có bốn người Bàng Quyên, Tôn Tẫn, Tô Tần, Trương Nghi.
- Bàng Quyên, nhà quân sự hoạt động vào giữa thời Chiến Quốc (thế kỷ 4 TCN), danh tướng nước Ngụy, một trong những nhân vật chính trong câu chuyện Tôn - Bàng đấu trí. Bàng Quyên từng vì đố kị mà hãm hại bạn đồng môn là Tôn Tẫn, chặt xương đầu gối, thích lên mặt, khiến ông (Tôn Tẫn) phải trốn sang nước Tề. Năm 354 TCN trong trận Quế Lăng bị Tôn Tẫn bắt rồi được thả, năm 342 TCN, tại trận Mã Lăng bị Tôn Tẫn đánh bại mà tử trận.
- Tôn Tẫn, nhà quân sự hoạt động vào giữa thời Chiến Quốc (thế kỷ 4 TCN), nhân vật tiêu biểu của binh gia, tác giả cuốn "Binh pháp Tôn Tẫn". Năm 354 TCN trong trận Quế Lăng bắt được Bàng Quyên rồi thả, năm 342 TCN tại trận Mã Lăng đánh bại và giết chết Bàng Quyên.
- Tô Tần, người Thừa Hiên Lý, Lạc Ấp (nay ở phía đông Lạc Dương, Hà Nam), Tung Hoành gia nổi danh thời Chiến Quốc, đề xướng hợp tung (liên hợp sáu nước đối phó nước Tần).
- Trương Nghi, người An Ấp nước Ngụy (nay là huyện Hạ, Sơn Tây), Tung Hoành gia nổi danh thời Chiến Quốc. Ông đã đề xướng liên hoành, (nước Tần liên hợp các nước chư hầu chống lại các nước chư hầu khác), nhiều lần phá hoại hợp tung của Tô Tần (liên hợp sáu nước đối phó nước Tần), được Tần Huệ vương trọng dụng, sau này làm thừa tướng nước Tần, tướng quốc nước Ngụy. "Chiến Quốc tung hoành gia thư" ghi lại cuộc đối đầu của Trương Nghi với Công Tôn Diễn, người đề xướng hợp tung thời bấy giờ.

Giả thuyết sư phụ Tôn Tẫn và Bàng Quyên là Quỷ Cốc Tử bắt nguồn từ tiểu thuyết lịch sử như "Đông Chu liệt quốc chí" và "Tôn Bàng đấu chí diễn nghĩa", chính sử không có ghi chép; còn giả thuyết sư phụ Trương Nghi và Tô Tần là Quỷ Cốc Tử căn cứ theo ghi chép tại "Sử ký - Tô Tần liệt truyện" và Sử ký - Trương Nghi liệt truyện. Căn cứ năm hoạt động và năm tử vong của bốn học trò, năm sống của Quỷ Cốc Tử trong khoảng thế kỷ 4 TCN.
Theo "Chiến Quốc tung hoành gia thư" được khai quật trong mộ Hán ở Mã Vương Đôi, Trường Sa năm 1973, Tô Tần chết năm 284 TCN, Trương Nghị chết năm 310 TCN, có khả năng sách lược liên hoành của Trương Nghi là để đối phó với sách lược hợp tung của Công Tôn Diễn, chứ không phải hợp tung của Tô Tần, Tô Tần cũng không dùng kế để Trương Nghi sang Tần, những ghi chép này bất đồng với "Sử ký" và "Tư trị thông giám".

## Khảo cứu
Ghi chép sớm nhất về Quỷ Cốc Tử là "Sử ký" của Tư Mã Thiên. Trong "Sử ký - Tô Tần liệt truyện" viết: "Tô Tần, người Lạc Dương. Sang Đông tìm thầy nước Tề, theo học Quỷ Cốc tiên sinh."
- Quyển 18 "Sử ký tác ẩn" của Tư Mã Trinh đời Đường: Trích dẫn quan điểm nghi ngờ tính xác thực của Quỷ Cốc Tử "Quỷ Cốc, tên địa danh, Dương Thành, Dĩnh Xuyên, Trì Dương, Phù Phong có gò Quỷ Cốc, có lẽ là nơi người này ở, nên lấy làm hiệu; nhưng sách 'Quỷ Cốc Tử' do Lạc Nhất chú giải viết: Tô Tần muốn ra vẻ thần bí, nên bịa ra cái tên Quỷ Cốc."
- "Quỷ Cốc Tử tự" của Trưởng Tôn Vô Kỵ đời Đường: "Quỷ Cốc Tử, người Sở, thời Chu ẩn cư nơi Quỷ Cốc."
- "Trung hưng thư mục" đời Tống: "Người tài thời Chu, không quê quán họ tên, lấy nơi ẩn cư tự đặt hiệu Quỷ Cốc tiên sinh."
- "Quận trai độc thư chí" của Triều Công Vũ đời Tống: "Thời Chiến Quốc ẩn cư Quỷ Cốc, Dương Thành, Dĩnh Xuyên, nên tự đặt làm hiệu."
- "Trực trai thư lục giải đề" của Trần Chấn Tôn Nam Tống: "Thầy của Tô Tần, Trương Nghi thời Chiến Quốc, hiệu Quỷ Cốc tiên sinh."

## Đánh giá
Quỷ Cốc Tử vừa có lục thao tam lược của chính trị gia, lại giỏi thuật tung hoành của nhà ngoại giao, đồng thời được truyền lại kỹ năng của âm dương gia, khả năng đoán trước của nhà tiên tri, nên người đời xưng Quỷ Cốc Tử là một vị kỳ tài, toàn tài.
Đạo giáo cho rằng Quỷ Cốc tiên sinh là "cổ chi chân tiên", từng sống tại nhân gian hơn trăm tuổi, sau đó quy ẩn núi rừng. Sách "Quỷ Cốc Tử" bảo tồn nguyên vẹn trong "Đạo tạng" kinh điển của đạo gia. Dân gian cũng có truyền thuyết Quỷ Cốc Tử là ông tổ nghề đoán mệnh, trong đạo giáo tôn hiệu của Quỷ Cốc Tử là Huyền Đô tiên trưởng.

## Tác phẩm
Tác phẩm chính của Quỷ Cốc Tử là "Bãi hạp sách" và "Bản kinh âm phù thất thuật". "Bãi hạp sách" tập trung vào sách lược quyền mưu và kỹ xảo biện luận bằng lời nói, còn "Bản kinh âm phù thất thuật" tập trung vào đạo bồi dưỡng tinh thần. Nội dung chính do Quỷ Cốc tiên sinh đích thân soạn, hoặc có học trò và đàn em cùng tham gia soạn.

### "Bãi hạp sách"
"Bãi hạp sách", còn có tên là "Quỷ Cốc Tử", tương truyền là Quỷ Cốc Tử soạn, thấy sớm nhất là bản sao năm Ất Tỵ thời vua Gia Tĩnh triều Minh, nội dung chủ yếu trình bày và phân tích kỹ xảo du thuyết ngoại giao. Trong "Tứ khố toàn thư" là loại Tạp Gia bộ Tử. "Quỷ Cốc Tử" tổng kết tinh hoa nghiên cứu học thuật cả đời của Quỷ Cốc Tử, giá trị cực cao. Toàn bộ có tổng cộng mười bốn thiên, trong đó "Chuyển hoàn", "Khư loạn" đã thất truyền, là một trong những tác phẩm tiêu biểu của tung hoành gia, giúp hậu thế hiểu rõ văn hóa tư tưởng của tung hoành gia, cung cấp kinh nghiệm quý báu, nó tổng kết các loại phương thức biểu đạt mưu trí quyền mưu, được vận dụng rộng rãi vào các lĩnh vực lớn như chính trị, thương nghiệp, quan hệ xã hội, tư tưởng rất đương thời được nhiều người tôn kính..
Tuy nhiên, sách "Quỷ Cốc Tử" vô cùng tôn sùng mưu lược, quyền mưu, kỹ xảo biện luận bằng lời nói, tư tưởng đó hoàn toàn bất đồng với nhân nghĩa đạo đức mà nho gia tôn sùng, nên "Quỷ Cốc Tử" xưa nay bị xem như hồng thủy mãnh thú, nhưng rất nhiều người vẫn thường xuyên lén lút học.

### "Bản kinh âm phù thất thuật"
Tương truyền do Quỷ Cốc Tử soạn. Ba thiên đầu giải thích làm thế nào làm phong phú ý chí, hàm dưỡng tinh thần. Bốn thiên sau thảo luận làm thế nào vận dụng tinh thần bên trong ra bên ngoài, làm thế nào dùng tâm thần bên trong để xử lý sự vật bên ngoài.

## Hình tượng tiểu thuyết
Căn cứ tiểu thuyết trường thiên "Đông Chu liệt quốc chí - Hồi 87: Vệ Ưởng hết lòng giúp Tần Hiếu công - Quỷ Cốc truyền phép cho Tề Tôn Tẫn" miêu tả, Vương Hủ ẩn cư Quỷ Cốc, người ta vẫn gọi là Quỷ Cốc tiên sinh. Người này thông hiểu mọi lẽ trong trời đất, có mấy môn học vấn, không mấy người theo kịp. Quỷ Cốc Tử tinh thông mấy môn học vấn:
- 1. Số học, nhật tinh tượng vĩ đều thu cả trong bàn tay, xem việc trước đoán việc sau, nói gì cũng linh nghiệm;
- 2. Binh học, lục thao tam lược, biến hoá vô cùng, bày trận hành binh, quỉ thần khôn biết;
- 3. Du thuyết học, nhớ rộng nghe nhiều, hiểu rõ lý thế, buông lời hùng biện, muôn miệng khôn đương;
- 4. Xuất thế học, giữ toàn chân tính, luyện thuốc nuôi mình, không ốm không chết, đắc đạo thành tiên.

Học trò của Quỷ Cốc Tử chẳng biết bao nhiêu, người đến không từ chối, người đi không truy hỏi. Trong đó mấy học trò nổi tiếng là: Tôn Tân, người nước Tề; Bàng Quyên, Trương Nghi người nước Ngụy, Tô Tần người Lạc Dương. Tân và Quyên kết làm anh em, cùng học binh pháp, Tần và Nghi kết làm anh em, cùng học du thuyết; mỗi đằng chuyên trị một môn học riêng. Về sau Quỷ Cốc Tử thêm chữ "Nguyệt" (月) bên trái chữ "Tân" (宾) thành chữ "Tẫn" (膑). Theo từ điễn, "Tẫn" nghĩa là "hình phạt chặt chân", nay Quỷ Cốc Tử sửa Tôn Tân thành Tôn Tẫn, rõ ràng biết có chuyện chặt chân, nhưng thiên cơ bất khả tiết lộ.

## Tác phẩm điện ảnh truyền hình
| Năm  | Phim                                    | Đạo diễn                   | Diễn viên       | Tên trong phim | Chú thích |
| ---- | --------------------------------------- | -------------------------- | --------------- | -------------- | --------- |
| 2019 | Phim truyền hình "Mưu thánh Quỷ Cốc Tử" | Quách Bảo Xương, Lưu Quyên | Đoàn Dịch Hoành | Quỷ Cốc Tử     |           |

## Miếu thờ
| Đài Loan                       |                                                 |                               |                                                                                               |
| Năm thành lập                  | Tên miếu thờ                                    | Khu vực                       | Ghi chú                                                                                       |
| 1955                           | Vương Thiền lão tổ Quỷ Cốc tiên sư miếu         | Hương Bắc Phố, huyện Tân Trúc |                                                                                               |
| 2018                           | Vân Thủy Quan - Vương Thiền lão tổ Quỷ Cốc miếu | Trấn Tân Phố, huyện Tân Trúc  | Nằm ở khu công viên "Vân Mộng Sơn Khâu", Tân Phố của Tổng công ty phát triển đất Đài Loan     |
| Từ thời kỳ Nhật Bản chiếm đóng | Bản Kiều Diệu Vân Cung - Quỷ Cốc tiên sư        | Bản Kiều, thành phố Tân Bắc   |                                                                                               |
| 1967                           | Cơ Long Ngộ Huyền Cung (Quỷ Cốc Tử miếu)        | Thành phố Cơ Long             | Thần chủ Vương Thiền lão tổ, miếu thờ duy nhất trên Đài Loan do một thầy tướng số mù khởi tạo |

Thần chủ của Tùng Sơn kiếm đồng cung - "Vương phủ kiếm đồng" - nghe nói là học trò của Vương Thiền lão tổ, do đó lấy tên là "Vương phủ", nên tầng ba trong miếu cũng thờ phụng Vương Thiền lão tổ.

### Trích dẫn
1. ↑  “河北邯郸临漳"鬼谷子传说"入选国家非遗”. 新华网. Bản gốc lưu trữ ngày 4 tháng 12 năm 2014.
2. ↑  “鹤壁的历史名人——鬼谷子”. 商都文化. Bản gốc lưu trữ ngày 5 tháng 12 năm 2014.
3. ↑  “孙膑 （战国时期齐国军事家）参考资料 第5”. 百度百科.
4. ↑  台開新埔雲夢山丘雲水觀「王禪老祖廟」，兩岸好報，2018-01-28
5. ↑  主神「王禪老祖」，全台唯一由盲人命相師啟造之廟宇」，2021-03-01
6. ↑  “〈這個神明很少見／松山劍童宮　主祀王府劍童〉”. 保庇NOW. 13 tháng 12 năm 2018. Bản gốc lưu trữ ngày 3 tháng 8 năm 2019. Truy cập ngày 3 tháng 8 năm 2019.